# Bloedkweek

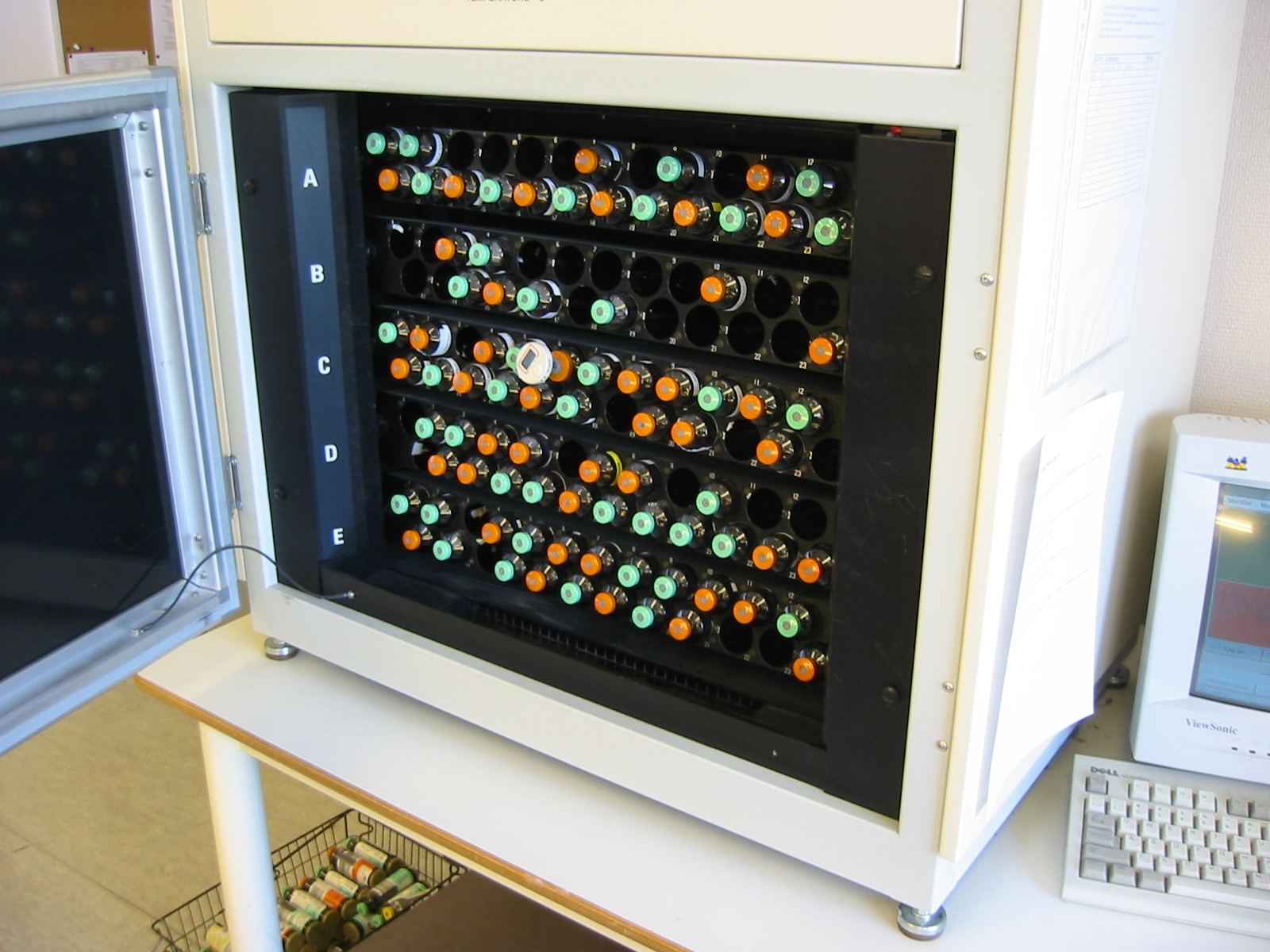
Apparaat gevuld met bloedkweekflesjes, die elke 10 minuten worden gescand

Een bloedkweek (hemocultuur) is een microbiologische kweek van bloed. Het wordt in de medische microbiologie gebruikt om micro-organismen aan te tonen die zich via de bloedbaan verspreiden. Zo kan de diagnose worden gesteld van een mogelijke bacteriëmie of candidemie; en daarmee sepsis ('bloedvergiftiging'). 
Meestal zijn resultaten binnen 24 - 48 uur bekend, incubatie langer dan 5 dagen is slechts in zeldzame gevallen nodig met huidige bloedkweek systemen en media. Dit geldt ook voor incubatie voor moelijker kweekbare micro-organismen zoals de HACEK bacteriën en Brucella spp.

## Methode
Per episode van mogelijke sepsis worden bij volwassenen 2 of 3 sets bloedkweken afgenomen, met per set 20-30 mL bloed via venapunctie, meestal uit de ader in de holte van de elleboog. Het afgenomen bloed wordt afgenomen per set van twee bloedkweekflesjes met 8-10 mL per flesje, een voor aerobe en een voor anaerobe incubatie, om zowel de groei van aerobe als anaerobe micro-organismen aan te kunnen tonen. Gewoonlijk worden twee keer twee flesjes (twee sets) afgenomen, waarbij idealiter twee keer wordt gepuncteerd op verschillende lichaamslocaties met een tussenpoos van enige minuten of meer. In de bloedkweekflesjes bevindt zich bouillon met, daarin tevens opgelost, stoffen die antibiotica en afweerstoffen uit het bloed onwerkzaam maken, om het aantonen van de micro-organismen te begunstigen.
Het is zaak dat er geen bacteriën van de huid van de patiënt of de behandelaar terechtkomen in het flesje. Daartoe wordt op de huid van de patiënt, en op de dop van het flesje, alcohol of een ander desinfectiemiddel aangebracht. Eventueel worden steriele handschoenen gebruikt bij de bloedafname.
De flesjes worden in een bloedkweekapparaat gebracht, waar ze bij 37 graden Celsius worden geïncubeerd en gezwenkt. Op de bodem van het flesje bevindt zich een indicator. Wanneer het aantal  bacteriën in de flesjes groeit, door celdeling, wordt er vanuit hun stofwisseling - celademhaling voor aerobe, anaerobe dissimilatie voor anaerobe bacteriesoorten - CO2 gevormd, waardoor de indicator van kleur verandert. Een detector in het apparaat belicht de bodem van ieder flesje. Als de indicator van kleur is veranderd binnen een zekere tijd, geeft het apparaat een signaal af. De analist kan vervolgens een monster nemen en het  gramgekleurde preparaat hiervan onder de microscoop beoordelen, waarbij de bacteriesoort kan worden geïdentificeerd. Het monster wordt ook afgeënt en verder gekweekt op voedingsbodems.

## Toepassing
Bloedkweken worden afgenomen als vermoed wordt dat koorts wordt veroorzaakt door een bloedbaaninfectie. Pas na het afnemen van het bloed worden antibiotica toegediend, in afwachting van het resultaat van de bloedkweek en andere kweken. Als antibiotica al werden toegediend is afnemen van bloedkweken nog zinvol, omdat in het kweekflesje behalve voedingsstoffen (bouillon) soms ook antibioticum-absorberende korrels zijn opgenomen. Bovendien wordt het antibioticum in de bouillon verdund.
De bloedkweek is belangrijk voor het vaststellen van sepsis ('bloedvergiftiging') en essentieel voor de diagnose van infectieuze endocarditis. Soms is het noodzakelijk herhaaldelijk bloedkweken af te nemen, om de bacteriën die in wisselende mate loslaten van de geïnfecteerde hartklep aan te kunnen tonen. Bij de verdenking endocarditis worden vaak 3 sets van 2 flesjes afgenomen en als er geen bacteriën worden aangetoond na 48-72 uur wordt diagnostiek op kweek-negatieve endocarditis verwekkers overwogen door antistoffen of DNA onderzoek.

## Geschiedenis
Bloedkweken werd voor het eerst uitgevoerd in het begin van de 20e eeuw. Bij de componist Gustav Mahler werd infectieuze endocarditis vastgesteld in februari 1911 kort voordat hij overleed; antibiotische behandeling was toen nog niet mogelijk. Mahler overleed op 18 mei 1911 aan de gevolgen van deze ziekte.